# Lutzomyia cirrita
Lutzomyia cirrita är en tvåvingeart som beskrevs av Young D. G., Porter C. H. 1974. Lutzomyia cirrita ingår i släktet Lutzomyia och familjen fjärilsmyggor.
Artens utbredningsområde är Colombia. Inga underarter finns listade i Catalogue of Life.